# Journal of Child and Adolescent Psychopharmacology
Das Journal of Child and Adolescent Psychopharmacology, abgekürzt J. Child Adolesc. Psychopharmacol., ist eine wissenschaftliche Fachzeitschrift, die vom Mary-Ann-Liebert-Verlag veröffentlicht wird. Die Zeitschrift erscheint mit sechs Ausgaben im Jahr. Es werden Arbeiten veröffentlicht, die sich mit der Psychopharmakologie von Kindern und Jugendlichen beschäftigen.
Der Impact Factor lag im Jahr 2014 bei 2,933. Nach der Statistik des ISI Web of Knowledge wird das Journal mit diesem Impact Factor in der Kategorie Pharmakologie und Pharmazie an 88. Stelle von 254 Zeitschriften, in der Kategorie Psychiatrie an 51. Stelle von 140 Zeitschriften und in der Kategorie Pädiatrie an 15. Stelle von 119 Zeitschriften geführt.